# Ясинский, Валерий Абросимович
Валерий Абросимович (Амвросиевич) Ясинский (1895—1966?) — дворянин, штабс-капитан в Армии Колчака, коллаборационист, бургомистр города Калинин в 1941 году, кавалер Железного креста 2-го класса, подполковник Вермахта, власовец, активный деятель РОА.

## Биография
Дворянин. Родился в 1895 году в селе Куликовском Томской губернии (ныне — Мариинский район Кемеровской области). До Октябрьской революции окончил в Омске школу прапорщиков, имел высшее образование.
Служил в армии Верховного правителя России А. В. Колчака в звании штабс-капитана (штабс-ротмистра). Был награждён английским военным орденом времен Антанты[уточнить].
В советское время был дважды судим «за подлог и снабжение бывших белых офицеров фальшивыми документами», в 1930 году был арестован по подозрению в службе в колчаковской контрразведке, однако доказательств этому, по-видимому, не нашлось. Тем не менее, в марте 1935 года Особое совещание НКВД СССР выслало его из Ленинграда в Казахстан сроком на пять лет. После отбытия срока Ясинский в феврале 1941 года из Петропавловска приехал в Калинин. Работал техноруком на фабрике игрушек горпромкомбината, а его жена, Антонина Архиповна, — врачом на ткацкой фабрике имени Вагжанова. Воспитывал соседского мальчика, оставшегося без родителей.
Будучи идеологическим врагом советской власти, после оккупации Калинина пошёл на сотрудничество с немцами и был рекомендован на должность бургомистра Калинина.
25 октября 1941 года был назначен на должность бургомистра Калинина. Награждён Железным крестом 2-го класса. На должности бургомистра способствовал открытию Вознесенского собора.
После взятия Калинина советскими войсками ушёл с немцами в Ржев, где занялся формированием отряда для борьбы с партизанами в районе Сычёвки.
13 апреля 1942 года Ясинский во главе крестьянской делегации Смоленской области побывал в Берлине на приёме у руководителя Имперского министерства восточных территорий Альфреда Розенберга. В Берлине его принимали с помпой, в газете «Колокол» был опубликован снимок, на котором Розенберг пожимает Ясинскому руку. Не исключается факт встречи Ясинского с Гитлером, однако прямого подтверждения этому нет.
Ясинский окончил школу пропагандистов РОА в Дабендорфе, и Власов лично напутствовал его при выпуске. В чине подполковника Ясинский стал начальником отдела кадров «Опеки русских граждан» (в филиале Восточного министерства в городе Петерсхаген).
После захвата города в апреле 1945 года английскими войсками Ясинский, имевший английский орден, предложил им свои услуги в формировании экспедиционного корпуса для борьбы сначала против Японии, а затем и против Красной армии. Находился в лагере для перемещённых лиц в Миндене (Вестфалия).
Жил в Германии, затем в Италии, откуда в феврале 1950 года (а не в 1958, как пишется в некоторых источниках) эмигрировал в Австралию, где после 1966 года его следы были потеряны. 
Брат Ясинского, Виктор Абросимович, осенью 1942 года был переброшен немецкой разведкой в тыл Красной армии в районе города Великие Луки, Калининская область. Его дальнейшая судьба неизвестна.